# Dark academia
Dark academia ("Mørk akademisk kultur") er en internetbaseret æstetisk strømning og subkultur med temaet videregående uddannelse, kunst og litteratur, eller en idealiseret version heraf. Æstetikken fokuserer på traditionel beklædning, indretning og aktiviteter i højere uddannelsesmiljøer. Det sidste omfatter skrivning, poesi, antik kunst og klassisk litteratur samt klassisk græsk og nygotisk arkitektur. Tendensen dukkede op på det sociale medie Tumblr i 2015, før den blev gjort populær af teenagere og unge i slutningen af 2010'erne og begyndelsen af 2020'erne, især under COVID-19-pandemien.
I Weekendavisen blev subkulturen i 2024 beskrevet som "gotisk æstetik iblandet noget britisk kostskolestil". Stilens melankolske dyrkelse af det forgangne strider imod dens ultramoderne mediebrug, idet subkulturen har sin base på TikTok og Instagram. Et typisk dark academia-look består af vintagestrik og tweed, lange uldne halstørklæder og gamle paperbacks.
Dark academia er blevet kritiseret af liberale journalister og medier af forskellige årsager, inklusive æstetikkens opfattede eurocentrisme, mangel på diversitet og glamourisering af en usund livsstil. Den er også blevet kritiseret for at være elitær og som en "old money aesthetic".

## Inspirationskilder
En af de tidlige inspirationskilder for subkulturen var Donna Tartts roman Den hemmelige historie fra 1992, der var en campusroman om et mord, der foregik på et universitet.
Siden er en række, også ældre og klassiske, bøger blevet populære indenfor subkulturen. Det gælder blandt andet Billedet af Dorian Gray (1890) af Oscar Wilde og Maurice (1971) af Edward Morgan Forster samt værker af Lord Byron og Percy Bysshe Shelley. Også J.K. Rowlings Harry Potter-serie er en inspirationskilde.
Det samme gælder filmen Døde poeters klub (1989) og TV-serier som The Umbrella Academy, A Series of Unfortunate Events, The Queen's Gambit og The Magicians.